# Кункур
Кункур (бур. Хүнхэр) — село в Агинском районе Агинского Бурятского округа Забайкальского края России. Административный центр сельского поселения «Кункур».

## География
Находится в юго-восточной части района, на левом берегу реки Онон, на расстоянии 90 километров к юго-востоку от посёлка городского типа Агинское. Преимущественно степи, равнинно-холмистые степи с многочисленными солеными, грязевыми озерами.
Климат
Климат характеризуется как резко континентальный засушливый. Абсолютный минимум температуры воздуха самого холодного месяца (января) составляет −56 °C; абсолютный максимум самого тёплого месяца (июля) — 38 °C. Среднегодовое количество атмосферных осадков составляет 250—380 мм.
Часовой пояс
Село Кункур находится в часовой зоне МСК+6. Смещение применяемого времени относительно UTC составляет +9:00.

## История
Основан в 1948 году.
Законом Забайкальского края от 25 декабря 2013 года № 922-ЗЗК из села  Кункур выделилось село Верхний Кункур .

## Население
| 2002 | 2010  | 2021 |
| ---- | ----- | ---- |
| 1011 | ↗1052 | ↘821 |

Национальный состав
Согласно результатам переписи 2002 года, в национальной структуре населения буряты составляли 82 %.

## Известные уроженцы
Дашидондок Цыденович Пурбуев (15 ноября 1931, Восточно-Сибирский край — 31 декабря 2014, Забайкальский край) — старший чабан колхоза имени Ленина Агинского Бурятского автономного округа, Герой Социалистического Труда (1990). Скончался знатный чабан в родном селе Кункур.
Сергей Намсараев — первый министр образования Бурятии 
Намгар Лхасаранова — этнопевица 

## Известные жители
Шуя-Ханда Базарсадаева (1944—2017) — поэтесса, писательница. Член Союза писателей России.

## Инфраструктура
В селе функционирует средняя общеобразовательная школа имени Героя Соц Труда Пурбуева Дашидондок Цыбеновича, детская школа искусств, ясли-сад Баяр, дом культуры, спорткомплекс Гэсэр, почта, а также пожарная часть, общественная баня, водоколонка и сельская врачебная амбулатория. 
Действовал  колхоза имени Ленина с 1931 года по 1991 год. Сейчас называется СП "Кункур"

## Улицы
Уличная сеть села состоит из семи улиц и одного переулка в Верхнем Кункуре. Нижний Кункур состоит из трех улиц и микрорайона Барун Бэе. Недалеко от Барун Бэе находится колхозная ферма. Между Верхним и Нижним Кункуров есть еще одна улица.

## Транспорт
К селу подходит автомобильная дорога общего пользования регионального значения «Подъезд с. Кункур» (76 ОП РЗ 76К-163 18) (Постановление Губернатора Забайкальского края от 26 июня 2008 года N 135 «Об утверждении перечня автомобильных дорог общего пользования регионального или межмуниципального значения Забайкальского края» (с изменениями на 25 сентября 2018 года)(в ред. Постановлений Правительства Забайкальского края от 02.06.2009 N 228, от 20.07.2011 N 263, от 11.02.2014 N 38, от 25.06.2014 N 367, от 03.04.2015 N 137, от 01.02.2017 N 21, от 25.09.2018 N 398)).
В 60 км к юго-западу находится ж.-д. станция Оловянная.